# Benjamin Wood
Pour les articles homonymes, voir Wood et Benjamin Wood (homonymie).
Benjamin Wood est un écrivain britannique né en 1981. Son premier roman Le Complexe d'Eden Bellwether reçoit le prix du roman Fnac en septembre 2014.

## Œuvre
- 2014 : Le Complexe d'Eden Bellwether (The Bellwether Revivals, 2012)
- 2017 : L'Écliptique (The Ecliptic, 2015)
- 2018 : A Station on the Path to Somewhere Better
- 2025 : Seascraper